# Plateremaeus berlesei
Plateremaeus berlesei är en kvalsterart som beskrevs av Balogh och Sandór Mahunka 1978. Plateremaeus berlesei ingår i släktet Plateremaeus och familjen Plateremaeidae. Inga underarter finns listade i Catalogue of Life.